# Lacs (Costa do Marfim)
Lacs é uma antiga região da Costa do Marfim, cuja capital era Yamoussoukro. A região foi dissolvida em 2011 e integrada no novo distrito de Lacs.

## Dados
A área era de 8940 km² e em 2002 a região continha 597 500 habitantes.

## Departamentos
A região de Lacs estava dividida em três departamentos:
- Tiébissou
- Toumodi
- Yamoussoukro